# Drogön Chögyal Phagpa

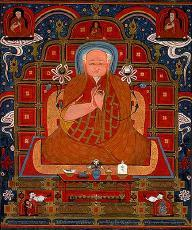
Drogön Chögyal Phagpa, uno de los cinco fundadores de la escuela Sakyapa de budismo tibetano, primer virrey del Tíbet

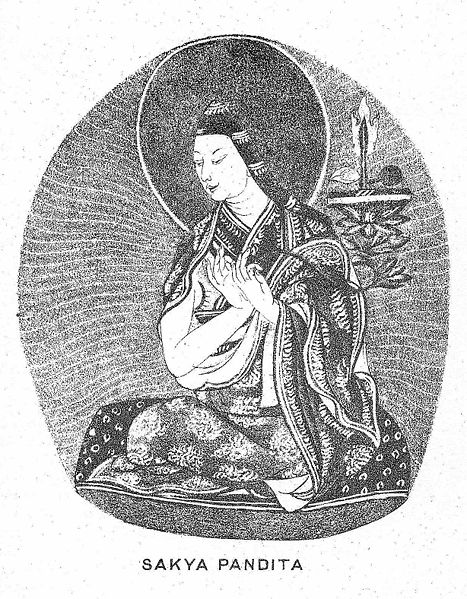
Sakya Pandita

Zhogön Qögyä Pagba, Zhogoin Qoigyai Phagspa o Drogön Chögyal Phagpa ; también escrito Dongon Choegyal Phakpa, Dromtön Chögyal Pagpa, etc.), nacido Lochö Gyäcän o Lochoi Gyaicain (1235-1280), fue el quinto líder de la escuela Sakya de budismo tibetano. 
Fue el primer virrey del Tíbet y jugó un importante rol político. Fue también el guru y consejero espiritual de Kublai Kan, gobernante del Imperio Mongol y la dinastía Yuan.

## Biografía
En 1244, Sakya Pandita viajó hacia el campamento real del príncipe Godan con dos de sus jóvenes sobrinos, Phagpa de diez años y Chhana de seis, quienes más tarde publicaron una colección de los escritos de Sakya Pandita. En el camino, pararon en Lhasa, donde Phagpa tomó los votos de joven monje budista en el monasterio Jokhang en frente de la estatua de los Jowo ofrecida por la princesa Wencheng, la esposa china de Songtsen Gampo. Sakya Pandita predicó sermones a lo largo de su camino y llegó al campamento del príncipe Godan en 1247 en Lanzhou la actual provincia de Gansu, donde las tropas mongoles estaban exterminando a chinos tirándolos a un río. Sakya Pandita, horrorizado, dio instrucciones religiosas, en particular que matar seres pensantes es uno de los peores actos de acuerdo al dharma de Buda. Dio instrucción religiosa al príncipe y sorprendió en gran manera a la corte con su personalidad y poderosas enseñanzas. También se dice de él que curó al príncipe Godan de una grave enfermedad y con ayuda de su sobrino, Phagpa, adaptó la escritura Uighur para que las escrituras budistas puedan ser traducidas al mongol. A cambio, se le dio "autoridad temporal sobre las 13 miriarquías" [Trikor Chuksum] de Tíbet central."
Luego de la muerte de Sakya Pandita, Phagpa permaneció en el campamento del príncipe Godan y aprendió mongol. Cinco años después Kublai Kan pidió a Godan que le de a Chögyal Phagpa, que tenía entonces 23 años, y lo convierta al budismo. Poco después, Kublai Kan en una sucesión de peleas derrocó a su hermano Ariq Boke y se volvió Kan, gobernante de los mongoles y más tarde emperador de China. Kublai Kan asignó a Chögyal Phagpa como su preceptor imperial en 1260, el año en que fue proclamado emperador de Mongolia. De acuerdo a fuentes mongoles, Phagpa fue el primero "en iniciar políticas teológicas en la relación entre estado y religión en el mundo tibetano-mongol budista". Eso es afirmar que desarrolló el concepto de sacerdote-patrón. Con el apoyo de Kublai Kan, Chögyal Phagpa se estableció con su secta como el poder político preeminente en el Tíbet.
Kublai Khan commisionó a Chögyal Phagpa que diseñe un nuevo sistema de escritura para unificar el sistema de escritura de la dinastía Yuan el cual contaba con numerosos lenguajes. Chögyal Phagpa finalmente modificó el tradicional alfabeto tibetano y dio inicio a un nuevo juego de caracteres llamados alfabeto de 'Phags-pa el cual fue completada en 1268. Kublai Kan decidió usar esta escritura como sistema oficial para el imperio, incluyendo cuando se volvió emperador de China en 1271, en lugar de los ideogramas chinos o el alfabeto Uyghur. No obstante encontró grandes resistencias y dificultades intentando de promover esta escritura y nunca alcanzó su meta original. Como resultado, solo un pequeño número de textos fueron escritos con este alfabeto, y la mayoría (incluyendo la mayor parte de documentos oficiales) todavía eran escritos con ideogramas chinos o alfabeto Uygur. El alfabeto cayó en desuso luego del colapso de la dinastía Yuan en 1368. Este alfabeto, aunque no fue ampliamente aceptado, fue usado durante un siglo y se cree que influenció el desarrollo de la moderna escritura coreana.
Así empezó una fuerte alianza y la capital de Sakya, gDan-sa, se volvió la capital del Tíbet. Esto duró hasta mediados del siglo XIV. Durante el reino del decimocuarto Sakya Trizin, Sonam Gyaltsen, la provincia central tibetana de U fue tomada por el miriarca, marcando el "principio del fin del período del poder Sakya en el Tíbet central."